# Шайдель, Вальтер
Ва́льтер Ша́йдель (также Уолтер Шайдел, Walter Scheidel; род. 9 июля 1966, Вена) — австрийский историк, высокоцитируемый специалист по истории Древнего Рима, в особенности социальной и экономической. Член-корреспондент Австрийской АН, доктор философии (1993), профессор Стэнфордского университета, где трудится с 2003 года.

## Биография
Окончил Венский университет со степенями магистра (1989) и доктора философии (1993) по античной истории, в 1998 году хабилитировался по ней же в Грацском университете. В 1990—1995 годах работал в альма-матер, а в 1996—1999 годах — в Кембриджском университете. В 1999—2000 годах ассистент-профессор в Стэнфорде, в 2000—2002 годах — в Чикагском университете. С 2003 года ассоциированный, с 2004 года полный профессор Стэнфордского университета, с 2008 года именной (Dickason Professor in the Humanities). Гуггенхаймский стипендиат (2017—2018).
Экс-редактор журнала Historia. С 2014 г. член редколлегии Cliodynamics: The Journal of Theoretical and Mathematical History.
Опубликовал более 200 работ. Автор и редактор 20 книг.

## Книги
- Fiscal Regimes and the Political Economy of Premodern States (2015, co-edited with Andrew Monson)
- State Power in Ancient China and Rome (2015, ed.)
- On Human Bondage: After Slavery and Social Death (2017, co-edited with John Bodel)
- The Great Leveler: Violence and the History of Inequality from the Stone Age to the Twenty-First Century (2017)
  - Великий уравнитель : насилие и история неравенства от каменного века до XXI столетия. / Пер. с англ. О. Перфильева. — М. : АСТ, 2019. — 765, [1] с. : ил. ISBN 978-5-17-113429-7
- The Science of Roman History: Biology, Climate, and the Future of the Past (2018, ed.)
- Escape from Rome: The Failure of Empire and the Road to Prosperity (2019)